# Miss Mundo 1971
Miss Mundo 1971 foi a 21ª edição do concurso de beleza feminino de Miss Mundo. O certame idealizado pelo diretor de vendas publicitárias da Mecca Leisure Group, Eric Douglas Morley, foi realizado no dia 10 de novembro de 1971. Tendo como palco o Royal Albert Hall, o concurso reuniu cinquenta e seis (56) candidatas - duas a menos que no ano anterior - de diferentes países. A vencedora do certame foi representante do Brasil, Lúcia Petterle, coroada por sua antecessora, Miss Mundo 1970, Jennifer Hosten. 

## Concurso

### 21ª Edição
Este ano, o concurso seria um pouco menor que o ano anterior. O evento aconteceria de 2 a 11 de novembro e a final aconteceria pela primeira vez numa quarta-feira. Em 1971, Julia Morley retomou o concurso com mais força depois de ter se demitido por cerca de duas semanas no final do ano anterior. Ela já tinha 69 países com diretores nacionais e, deles, 65 prometeram enviar uma representante ao concurso. Na Gâmbia e em Hong Kong, nenhuma competição foi realizada este ano, enquanto Grenada e Peru não selecionaram nenhuma candidata. Por outro lado, os diretores do Chile, Checoslováquia e Quênia desistiram de continuar enviando representantes para Londres. 
A final nacional do concurso em Uganda, que seria realizado no início de novembro, permaneceu sem solução depois que o diretor do concurso "desapareceu" junto com o prêmio em dinheiro, deixando 19 participantes e uma platéia de 500 pessoas esperando no salão de baile de um hotel capital. A  polícia tentou encontrá-lo e não se sabe se conseguiram. 
A Nicarágua registrou oficialmente sua rainha de 1971, Xiomara Paguaga Rodríguez, que até aparece no livro de programação do concurso daquele ano, mas por razões não reveladas foi substituída no último minuto pela senhorita de 1969, Soraya Herrera Chávez. Por outro lado, a holandesa Pia Solleveld, que havia sido a segunda vice-campeã do concurso holandês de 1971, estava encarregada de representar seu país na Miss Mundo, mas, por razões desconhecidas, desistiu. Em seu lugar foi enviada a terceira colocada, Monica Strotmann. 
Naquele ano, os direitos do envio de uma candidata da Costa Rica haviam sido assumidos pela disputa de "Miss Costa Rica", mas naquele ano eles confirmaram que, por razões alheias ao seu controle, sua rainha Rosa María Rivera não estaria presente para a disputa. Por outro lado, a participação das Bermudas não foi confirmada. Na quarta-feira, 3 de novembro um fato curioso aconteceu, foi o último dia oficial de chegadas e, naquela noite após a chegada da Miss Portugal, no caminho para o hotel na limusine, uma explosão foi ouvida e os funcionários pensaram que era uma bomba. O veículo parou e todo mundo saiu correndo do carro. Não fora uma bomba, mas um pneu da limusine que explodira. 
No domingo, 7 de novembro, a representante da Colômbia, María Mónica Buitrón Salazar, segunda colocada do Miss Colômbia 1970, disse que não participaria do concurso de beleza porque não podia pagar o custo de transportar sua bagagem para Londres. Buitrón disse em uma entrevista coletiva que as cobranças por excesso de bagagem que ela queria levar eram de US$ 140. Por outro lado, os organizadores locais na Dinamarca sofreram um forte protesto de grupos feministas locais, então eles tiveram que escolher a candidata em um casting privado. Dorrit Weinrich, a beleza nórdica escolhida, não compareceu a final devido à falta de fundos. 
Miss Uruguai, Alba Techeira López e a candidata da Singapura, Yasmin Saif, que foram aclamadas, também não compareceram. Como Georgina Rizk havia sido ignorada no no ano anterior, os organizadores do Miss Líbano decidiram não enviar nenhuma representante este ano. No entanto, surgiu um concurso paralelo, cuja vencedora, Hind "Nadia" Arslan iria para o Miss Mundo. No entanto, devido ao pouco tempo, isso não foi possível. A Libéria e a Nigéria enviariam fotos de suas representantes, apesar de não terem realizado naquele ano o seu concurso nacional de beleza, mas elas não chegaram e/ou suas identidades não foram divulgadas. 
Representantes das Bermudas e de Guão estrearam no concurso este ano, enquanto Aruba e Trindade e Tobago retornaram ao evento. As participantes mais altas foram da Nicarágua, com 1,80m; Malta e Miss África do Sul, ambas com um metro e setenta e nove, enquanto a mais curta foi a Miss Tailândia com apenas um metro e cinquenta e dois! As mais jovens foram Miss República Dominicana, Guão e Iugoslávia, com 17 anos de idade, enquanto a mais velha foi Miss Suíça, com 26 anos. 

### Casas de apostas
A empresa William Hill tinha a Miss Israel e a Miss Estados Unidos como as favoritas, ambas com 10 para 1 nas apostas. Quando lhe disseram que era a favorita, Miri Ben-David, uma esteticista de 19 anos que serviu como sargento no exército israelense, disse: "Isso me deixa muito feliz. Mesmo que eu não ganhe, posso dizer à minha família que comecei como favorita, certo?" Não há cassinos ou apostas em Israel, apenas uma loteria do governo. Karen Brucene Smith, 20, de Port Lavaca, Texas, que trouxe sua mãe, pai e quatro irmãos e irmãs para apoiá-la no concurso, disse: "É bom ser uma favorita". Seu hobby era poesia, mas a jovem, que estuda para se tornar professora, disse calmamente: "As outras meninas são tão bonitas que eu quero fazer as malas e ir para casa". Sua mãe, a sra. Belle Smith, tinha mais confiança. "Brucene participou de quatro concursos de beleza na escola e sempre venceu. Espero que ela possa fazer o mesmo aqui", disse ela. 
A maior casa de apostas da Grã-Bretanha, William Hill, admitiu que as apostas eram maiores do que as das corridas de cavalos. "Temos que depender da opinião pública, porque afinal eles não correram antes, por assim dizer, certo?" A empresa rival, Ladbrokes, colocou Miss Israel primeiro, Miss Venezuela em segundo e Miss EUA, Bahamas, República Dominicana e Miss Reino Unido em terceiro. 
Miss Estados Unidos foi uma das candidatas favoritas no concurso. No entanto, uma onda de apostadores patrióticos elevou Marilyn Ann Ward, a candidata da Grã-Bretanha ao título, e a melhor aposta na terça-feira a escolheu para se tornar a favorita junto com a candidata  de Israel, que também foi uma das preferidas. As principais casas de apostas em Londres, William Hill e Ladbrokes, citaram a Miss Reino Unido como a primeira opção. 

### Candidatas quase desclassificadas
No domingo 7 de novembro, foi descoberto que a Miss Irlanda nasceu em Ulster e, de acordo com as regras, as participantes tinham que nascer no país representado, de modo que a garota estava sujeita à desqualificação. Os organizadores negaram que as regras seriam alteradas para permitir a participação da candidata. Eric Morley também negou relatos de um aumento nas precauções de segurança por medo de manifestações irlandesas. Mas no dia seguinte, Julia Morley soube que, se desqualificasse a competidora da Irlanda, ela também teria que fazê-lo com a Miss Austrália, que nasceu em Essex, Inglaterra e com a Miss Suíça, que nasceu na França, então ela decidiu que as três poderiam continuar na competição e prometeu revisar as regras do concurso no ano seguinte, para que as mulheres naturalizadas pudessem competir sem problemas. "Receio que parece que as regras da Meca foram quebradas", disse Julia Morley. "Mas somos os melhores juízes para saber se uma candidata é elegível ou não. Temos uma última regra que diz que as decisões da Meca são finais em todos os assuntos e essa é a regra que estamos invocando no momento. Seria uma tragédia se uma garota tivesse que ir para casa por causa de um erro técnico ou um erro de nossas regras." 

### Ameaças
A polícia escoltou e protegeu as 56 meninas que competiam no concurso naquela noite por medo de interrupções por parte das organizações de libertação feminina e grupos irlandeses. Duas ameaças foram recebidas por telefone ao hotel Britannia, que abrigava as competidoras, e um esquadrão de bombas da policía revistou o prédio. Nada foi encontrado. Essas ameaças, no entanto, foram negadas pelos organizadores. Os detetives da Scotland Yard estavam procurando bombas no escritório da 'Woman's Libs, em um esforço para evitar qualquer interrupção do concurso. Uma mulher no escritório disse aos repórteres que a polícia não conseguiu encontrar nada. Os manifestantes pela libertação de mulheres que consideram o concurso um insulto ao sexo jogaram bombas de fumaça e fedor nas finais do ano anterior e expulsaram temporariamente o comediante Bob Hope do palco. Este ano não foram vendidos ingressos para o concurso. A audiência deste ano no Royal Albert Hall foi escolhida por convites entre os clientes dos patrocinadores do show e os salões da Meca em todo o país, bem como familiares e amigos que vieram à capital britânica para aplaudir suas candidatas. Este ano, os organizadores estavam preocupados com o fato de os partidários irlandeses aumentarem, indignados com o fato de a participante da República da Irlanda ter nascido na Irlanda do Norte. June Glover, 22 anos, agora morava em Dublin e tinha um passaporte. 

### Miss Fashion World
O Daily Mail, um dos jornais metropolitanos de Londres, conduziu um concurso Miss Fashion World para descobrir quais das concorrentes, que pareciam maravilhosas em trajes de banho, conheciam o suficiente da moda para aparecerem em um teste de roupas. Debbie Bordallo, de Guão, foi selecionada como uma das cinco principais concorrentes no julgamento do jornal. As regras do concurso eram que as garotas usassem suas próprias roupas favoritas, vestidas exatamente da maneira que usariam para ir às compras. A candidata de Guão apareceu diante dos jurados em calças pretas, com um suéter e colete de pele falsa vermelha e amarela brilhante de uma das lojas de moda londrina e botas pretas de camurça até o joelho. Ela foi classificada em quinto e recebeu duas estrelas. Em primeiro lugar na pesquisa de moda estava Miss Reino Unido, Marilyn Ward. Ela ganhou cinco estrelas por seu terno em retalhos de camurça creme e marrom usados com botas brancas e boné e suéter pretos na bolsa de ombro. Seu traje tinha calças alternativas e os editores do jornal sugeriram que a senhorita tivesse resistido a mostrar as pernas em sua "minissaia não tão nova" e, em vez disso, usava as calças. Miss Trindade e Tobago, Maria Jordan, ganhou quatro estrelas e o segundo lugar com um terno folgado de preto e branco feito em sua ilha. Os editores adoraram, mas não gostaram de seus cabelos e brincos. Monica Strotmann, Miss Holanda, também recebeu quatro estrelas e o terceiro lugar, perdeu apenas por causa de suas sandálias de plataforma de 1940, segundo os editores "Se ela as usasse com um mini mais elegante". Em quarto lugar estava a Miss África do Sul com uma roupa listrada de hotpants. Ela ganhou três estrelas e perdeu o título apenas "por ter pernas que são muito compridas". 

### Final
Centenas de mulheres militantes, algumas com corpetes grandes e folgados em blusas transparentes, organizaram um concurso de beleza falso no lado de fora do Royal Albert Hall na tarde de quarta-feira, 10 de novembro, protestando contra o concurso que seria realizado lá dentro. As mulheres do Women's Lib ganharam reforço no protesto por duas dúzias de homens do "Gay Liberation Front", com trajes femininos igualmente impressionantes. Várias dezenas de policiais impediram os manifestantes de se aproximarem das entradas do teatro. Mulheres militantes interromperam o concurso do ano passado lançando bombas fedorentas. 
Um grande número de agentes de segurança foi organizado na área circundante e dentro do teatro para evitar eventos como o ano anterior. O espaço foi cuidadosamente revisado para que não houvesse possibilidades de bomba. Este ano, o início do concurso atrasou 10 minutos. Às 20h10 da quarta-feira, 10 de novembro de 1971, começou a abertura da orquestra de Phil Tate, seguida pelo hino nacional britânico. Eric Morley subiu ao palco para cumprimentar a platéia e dar as habituais palavras de boas-vindas e gratidão e depois apresentar os juízes. 
No final do desfile individual, as 15 semifinalistas posaram em grupo e se viraram para que os juízes pudessem escolher as sete finalistas. Michael Aspel, em seguida, anunciou os nomes das finalistas, a quem ele estava entrevistando enquanto nomeava. Foram elas: Brasil, França, Guiana, Jamaica, Portugal, Reino Unido e Estados Unidos. A Miss Mundo 1970, Jennifer Hosten, vestida com uma capa dourada, disse adeus com uma coreografia oferecida pelos dançarinos de Johnny Greenland. Em seguida, Michael Aspel chamou no palco Alan B. Fairley da Meca para distribuir os prêmios e Eric Morley para dar o veredicto dos juízes em ordem inversa. Como sempre, as quatro finalistas receberiam suas tiaras nos bastidores e Fairley lhes daria seus troféus de prata no palco. Os resultados foram os seguintes: 
Em quinto lugar, Miss Jamaica, Ava Joy Gill; na quarta posição, a candidata da Guiana, Nalini Moonsar; em terceiro lugar, Miss Portugal, Ana Paula Gonçalves de Almeida (nascida em Moçambique); enquanto vice-campeã e segundo lugar, foi uma das grandes favoritas, Miss Reino Unido, Marilyn Ann Ward. Elas receberam como prêmio um cheque de 100, 150, 250 e 500 libras, respectivamente. Esperavam atrás as senhoritas do Brasil, França e Estados Unidos, e tudo indicava que a vencedora seria outra favorita, o representante americana. 
Mas, surpresa! Eric Morley anunciou que a novo Miss World 1971 foi… Miss Brasil! A surpresa Lúcia Tavares Petterle, uma estudante de medicina de 22 anos que queria se tornar um endocrinologista, com olhos castanhos e cabelos em mogno, 1,73m de altura e medidas 36-23-36, recebeu sua faixa de Howard Bretnall, da Meca, e saiu graciosamente para se sentar no trono, enquanto dois funcionários colocavam sua capa real. Então Alan B. Fairley entregou a ela o troféu de prata e a sua antecessora, Jennifer Hosten, de Grenada, colocou a coroa de ouro em sua cabeça. Um dos assistentes substituiu o troféu pelo cetro e a novíssima eleita deu seu último passeio enquanto ouvia a marcha oficial do concurso, realizada pela orquestra Phil Tate. 
Na conclusão da cerimônia de coroação, às 10:30 da noite, a Miss Venezuela escorregou quando parabenizou a brasileira, derrubando a coroa da nova rainha. Majestosamente, a Lúcia a colocou de novo e jogou beijos aos fotógrafos que se esfregavam loucamente para tirar fotos da beleza sorridente em seu trono de ouro. Enquanto Petterle recebia o título, do lado de fora os grupos feministas protestava com raiva, chamando o concurso de espetáculo mais degradante do mundo. Em meio aos gritos, eles paralisaram o tráfego no Royal Albert Hall. Eles carregavam faixas que diziam: "não somos bonitos, não somos feios, estamos com raiva" e "que vaca vai ganhar a fita vermelha?". Uma dúzia de manifestantes negros se uniu a feministas para afirmar que nunca houvera uma candidata negra representando o Reino Unido nem os Estados Unidos. 
Depois de posar para as fotos correspondentes, os vencedores e o restante dos participantes compareceram ao Baile da Coroação realizado no Café de Paris e onde Miss Estados Unidos e Miss França receberam seus cheques de 50 e 25 libras, respectivamente, por terem atingido o sexto e sétimo lugar no evento. Lúcia disse que dedicaria seu ano de reinado à promoção do Brasil para o mundo. Quando perguntada sobre o que ela faria com o prêmio em dinheiro, ela disse que estava tão empolgada que não conseguia pensar no dinheiro. Ela disse que achava que a Miss Reino Unido venceria e que não acreditava nos movimentos de libertação das mulheres, porque eles apenas causavam confusão. Na manhã seguinte, Lúcia recebeu a imprensa no hotel Britannia enquanto tomava café da manhã. Mais tarde, ela foi às compras e posou para fotos no Hyde Park. Nos dias seguintes, ela participou de um jantar em homenagem à Embaixada do Brasil, acendeu as luzes de Natal de uma renomada loja do West End (um trabalho de apenas 15 minutos pelo qual ganhou 250 libras e um vale de 200 libras a mais em vestidos para escolher), compareceu a um cassino onde, pela presença dela, recebeu um cheque de £ 500 e estava programada para participar da abertura de quatro lojas de departamento. 

### Curiosidades
- A Miss Brasil ficou trancada em um dos banheiros do Royal Albert Hall enquanto vestia o seu maiô. Nervosa, ela gritou por socorro. Um dos funcionários da Meca conseguiu tirá-la a tempo de seu desfile individual. 
- Havia rumores de que o homem por trás da campanha para a figuração alta da Miss Portugal, colega de quarto da Miss Brasil, era João Maria Tudella, representante do governo português. Dizia-se que ele havia recebido £5.000 do governo para promover a concorrente. Com esse dinheiro, ele comprou colares para o resto das candidatas, acompanhantes e, é claro, Julia Morley. Ele também conseguiu ingressos para um bom número de compatriotas portugueses para animar a torcida da candidata e, assim, obter a aprovação do júri. 
- O embaixador da Tunísia criticou sua candidata. Ele disse que ela era gorda demais e que ela era no máximo simpática, mas não bela para participar de um concurso de beleza. 
- Miss Espanha escorregou e caiu no palco durante um ensaio, mas sofreu apenas um leve arranhão. 
- Eric Morley confessou que praticamente tudo o que pagara fora o almoço das candidatas na Câmara dos Comuns. Todo o resto foi patrocinado. "Você não pode esperar que os parlamentares paguem por sua própria publicidade, certo?" disse Morley. 
- A Frente de Libertação Gay organizou seu próprio concurso na rua, com homossexuais vestindo trajes femininos sob títulos como "Miss Used", "Miss Conceived" e "Miss Treated". Os manifestantes queriam impedir a saída da platéia e dos concorrentes do teatro. Eles enfrentaram cerca de 150 policiais que guardavam todas as entradas do teatro. Os manifestantes do grupo de libertação das mulheres se jogaram na estrada dos dois ônibus que transportavam as participantes para evitar o caminho, mas a polícia conseguiu dispersá-los. No final, três homens e uma mulher foram presos por incitar a violência. 
- Cerca de 30 milhões de telespectadores na Grã-Bretanha testemunharam a transmissão do concurso pela BBC One. Obviamente, o programa ganhou a liderança televisiva mais uma vez. 

### Problemas contratuais
Lúcia Petterle, que era fluente em inglês, leu o contrato oferecido pela Meca, mas não concordou com algumas cláusulas, especialmente a décima terceira, que dizia que era obrigada a permanecer sob contrato por mais três anos, por isso se recusou a assinar, como ela anunciou à imprensa em 24 de novembro. Ao não assinar, ela não pôde participar do convite anual de Bob Hope para participar da turnê para entreter as tropas americanas no Vietnã. Em vez disso, Hope levou Miss Estados Unidos com ele. A brasileira queria continuar seus estudos médicos, mas esperava retornar a Londres após as férias de Natal para ver se Morley haviam alterado o contrato. Ela disse que não assinaria, a menos que o contrato fosse substancialmente alterado e que, em qualquer caso, renunciaria ao título. "O contrato proposto restringiria minha liberdade e é intolerável, não me deixando tempo para nada". Petterle disse que sua carreira vem em primeiro plano. "Não sentirei falta de um ano escolar devido a uma coroa conquistada em um concurso de beleza." No entanto, Julia Morley disse que não haveria novo contrato. Era quase certo que a beleza brasileira seria excluída de seu papel, de acordo com o organizador do concurso. Julia Morley acusou a estudante de medicina de cabelos ruivos de "explosões selvagens" durante seu reinado de um mês e disse que ela não poderá usar seu título em publicidade. Morley disse que a menina ainda tinha um contrato de 26 semanas com a Meca, mas não era esperado que ele fizesse nenhum trabalho. 
Na terça-feira, 8 de fevereiro de 1972, à noite, Meca, a empresa patrocinadora do concurso de beleza Miss Mundo, disse que havia recusado um novo contrato para a atual detentora do título, Lúcia Petterle, 22, do Brasil. Julia Morley, que dirigiu o concurso, disse que a senhorita Petterle se recusou a cumprir os seus deveres. "Não é nada pessoal, mas do ponto de vista comercial, um novo contrato simplesmente não está em vigor", disse Morley. "Não queremos bater em uma criança, mas ela não pode continuar agindo como uma criança mimada. As pessoas têm que crescer. Estamos tentando contatá-la nas últimas duas semanas, mas ela não atende nossos telefonemas e telegramas." Morley disse que Petterle não seria demitida, que ela poderia continuar usando seu título socialmente, mas não poderia usá-lo comercialmente. Ao se recusar a assinar o contrato, Petterle perdeu a possibilidade de ganhar entre 35 e 50 mil libras durante o ano de 1972. "Eu não quero ser uma estrela de cinema, modelo ou algo assim, mas me divertir um pouco antes de me jogar seriamente no trabalho". Ela disse que estava determinada a não deixar sua coroa Miss Mundo interferir em sua ambição de se tornar médica. 

### Campeã
Lúcia Tavares Petterle nasceu no bairro de Leme, Rio de Janeiro, em 30 de março de 1949. Seu pai, coronel Alcéstes Menezes Petterle, era um soldado ativo, e sua mãe, Zoe Tavares, dona de casa. Ela tinha um irmão chamado Roberto. Ela passou a adolescência na cidade de Santa Maria, no Rio Grande do Sul, onde seu pai trabalhava. Ela voltou ao Rio de Janeiro, onde estudou medicina na Universidade Gama Filho, porque queria se especializar em endocrinologia: o estudo das glândulas do corpo e seus efeitos na saúde física e mental. Ela gostava de ler, ir à praia, colecionar selos e caixas de fósforos. Ela falava inglês e francês, além de português. 
Ela entrou no concurso "Miss Guanabara" pela possibilidade de ganhar um carro, o que a levou à Miss Brasil. No nacional, em segundo lugar, correspondia a ela o direito de representar seu país no Miss Mundo. O relacionamento com o namorado Pedro Carlos Moraes Sarmento terminou, já que ele discordava de sua participação em concursos de beleza. Ela chegou a Londres em 3 de novembro, uma semana antes da final. No leilão que o Variety Club ofereceu, a brasileira trouxe de presente um conjunto de pedras preciosas de seu país, que incluía uma esmeralda, um topázio e uma água-marinha, além de inúmeras brochuras turísticas de várias cidades brasileiras que ela levara para promover o país. Ela disse ao Conde Mountbatten que queria visitar os hospitais psiquiátricos ingleses porque a medicina naquele campo havia avançado muito na Inglaterra. 
Ela foi coroada na quarta-feira, 10 de novembro, no Royal Albert Hall, em meio a protestos feministas. Ela se recusou a assinar um contrato com a Meca Promotions, por isso não fez muito como Miss Mundo, embora não tenha sido demitida. Mas a garota ganhou um chá no Buckingham Palace com a Rainha Mãe, quando recebeu uma bolsa de estudos por sua especialização, que usou anos depois. Ela não compareceu à coroação de sua sucessora no início de dezembro de 1972 porque semanas antes, sofreu uma queda de uma escada de mais de 3 metros de altura durante a gravação de um programa de TV, acidente em que fraturou o braço esquerdo e o médico a recomendou não viajar nesse estado. Formou-se como médica e se especializou em Neurologia Infantil na França e fazia trabalhos filantrópicos no Rio de Janeiro. Ela participou como convidada especial no concurso Miss Mundo 2005 na China. Hoje ela é pediatra com consultório próprio no Rio. 

## Resultados
| Posição                 | País e Candidata |
| Vencedora               | - Brasil - Lúcia Petterle |
| 2º. Lugar               | - Reino Unido - Marilyn Ward |
| 3º. Lugar               | - Portugal - Ana Paula Gonçalves |
| 4º. Lugar               | - Guiana - Nalini Moonsar |
| 5º. Lugar               | - África do Sul - Ava Joy Gill |
| 6º. Lugar               | - Estados Unidos - Karen Smith |
| 7º. Lugar               | - França - Myriam Stocco |
| (TOP 15) Semifinalistas | - África do Sul - Monica Fairall - Austrália - Valerie Roberts - Áustria - Waltraud Lucas - Espanha - María García* - Guão - Deborah Nelson - Israel - Miri Ben-David - Suécia - Simonetta Köhl - Venezuela - Ana Maria Padrón |

     Colocação não-oficial, revelada posteriormente ao final do evento.

### Prêmio especial
Prêmio dado antes da final do concurso pelo jornal Daily Mail: 
| Prêmio             | País & Candidata             |
| Miss Fashion World | - Reino Unido - Marilyn Ward |

## Jurados
Ajudaram a definir a campeã: 
1. Julie Ege, atriz;
2. Jean Terrell, cantora;
3. Sam Spiegel, produtor de filmes;
4. Peter Dimmock, executivo da BBC;
5. Douglas Fairbanks Jr., ator e produtor;
6. Des O'Connor, cantor e comediante;
7. Lovelace Watkins, cantor;
8. Peter Wyngarde, ator;
9. Peter Scott, escritor;

## Candidatas
Disputaram o título este ano: 
| - África do Sul - Monica Juliana Fairall - Alemanha - Irene Neumann - Argentina - Alicia Beatriz Daneri Batteta - Aruba - Maria Elizabeth Bruin - Austrália - Valerie Roberts - Áustria - Waltraud Lucas - Bahamas - Frances Clarkson - Bélgica - Martine Yasmine De Hert - Bermudas - Rena Elise Furbert - Brasil - Lúcia Tavares Petterle - Canadá - Lana Drouillard - Ceilão - Gail Abayasinghe - Chipre - Kyriaki Koursoumba - Coreia do Sul - Lee Young-eun - Equador - Maria Cecilia Gómez Buenaventura - Espanha - María Margarita García García - Estados Unidos - Karen Brucene Smith - Filipinas - Onelia Ison Jose - Finlândia - Mirja Hannele Halme - França - Myriam Stocco - Gibraltar - Lisette Chipolina - Grécia - Maria Maltezou - Guão - Deborah Josephine Bordallo Nelson - Guiana - Nalini Moonsar - Holanda - Monica Strotmann - Índia - Prema Narayan - Irlanda - June Glover - Islândia - Fanney Bjarnadóttir | - Israel - Miri Ben-David - Itália - Maria Pinnone - Iugoslávia - Zlata Petković - Jamaica - Ava Joy Gill - Japão - Emiko Ikeda - Luxemburgo - Mariette Werckx - Malásia - Daphne Munro - Malta - Doris Abdilla - Maurício - Marie-Anne Ng Sik Kwong - México - Zita Lucía Arellano Zajur - Nicarágua - Soraya Herrera Chávez - Noruega - Kate Storvik - Nova Zelândia - Linda Jan Ritchie - Panamá - Maria de Lourdes Rivera - Paraguai - Rosa María Duarte Melgarejo - Porto Rico - Raquel Quintana - Portugal - Ana Paula Gonçalves de Almeida - Reino Unido - Marilyn Ann Ward - República Dominicana - Haydée Tejeda - Seicheles - Nadia Morel du Boil - Suécia - Simonetta Köhl - Suíça - Patrice Sollner - Sul da África - Gail Ryan - Tailândia - Boonyong Thongboon - Trindade e Tobago - Maria Jordan - Tunísia - Souad Keneari - Turquia - Nil Menemencioglu - Venezuela - Ana Maria Padrón Ibarrondo |

## Histórico

### Substituição
- Nicarágua - Xiomara Rodríguez ► Soraya Chávez

### Desistência
- Colômbia - Mónica Buitrón Salazar

- Costa Rica - Rosa Maria Rivera

- Dinamarca - Dorrit Weinrich

- Líbano - Hind Arslan

- Singapura - Yasmin Saif

- Uruguai - Alba Techeira López